# Paul von Schönthan

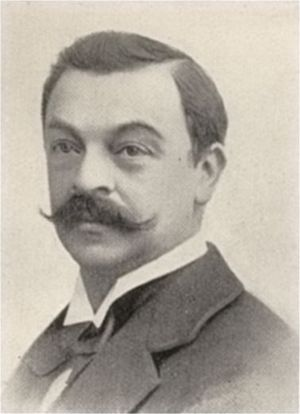
Paul v. Schönthan (vor 1905)

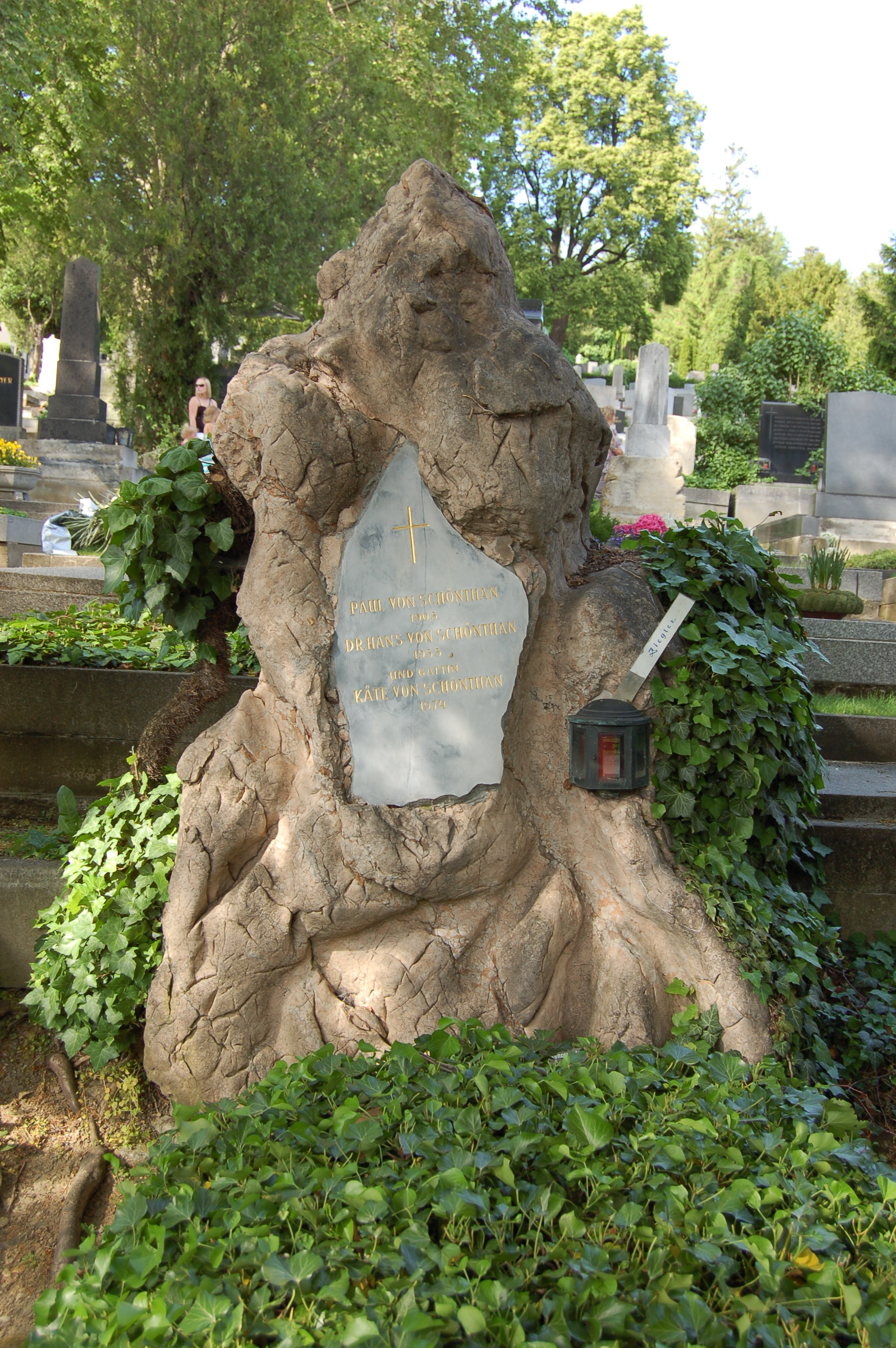
Grabmal von Paul von Schönthan

Paul von Schönthan, eigentlich: Paul Schönthan Edler von Pernwaldt, (* 19. März 1853 in Wien, Kaisertum Österreich; † 4. August 1905 ebenda) war ein österreichischer Journalist und Dramatiker.

## Leben
Schönthan stammte aus einer alten Kaufmannsfamilie; sein älterer Bruder war der Schriftsteller Franz von Schönthan (1849–1913), mit dem er auch ein brüderliches Autorenduo bildete. Auf Wunsch seiner Familie ging er – gleich seinem Bruder – als Kadett zur k.k. Kriegsmarine. Aber bereits nach kurzer Zeit verließ er sie aus gesundheitlichen Gründen wieder. Angeleitet von seinem Bruder wurde Schönthan Journalist.
Zwischen 1887 und 1890 wirkte er als Redakteur der Berliner Wochenschrift Lustige Blätter, wo er u. a. mit seinem Bruder und dem Schriftsteller Alexander Moszkowski zusammenarbeitete. 1892 kehrte Schönthan nach Wien zurück und bekam dort eine Anstellung beim Wiener Tagblatt. Bereits nach kurzer Zeit avancierte er dort zum Leiter des Feuilletons und des Kunst- und Hofburgtheater-Referats.
Mit 1. Juli 1902 wechselte er zur Wiener Zeitung, wo er bis zu seinem Tod in verschiedenen Abteilungen arbeitete und am 12. April 1905 seinen letzten größeren Beitrag lieferte.
Schönthan lebte in den letzten Lebensjahren zurückgezogen in Wien-Landstraße, Ölzeltgasse 3. An den Nerven leidend, suchte er kurzzeitig Besserung durch einen Aufenthalt bei Verwandten in Mödling, begab sich jedoch danach in Svetlin’s Privat-Heilanstalt für Gemütskranke, wo er nach zweieinhalbmonatigem Aufenthalt im Alter von 52 Jahren an einem Gehirnödem starb. Seine letzte Ruhestätte fand er in einem ehrenhalber gewidmeten Grab auf dem Dornbacher Friedhof (Gruppe 6, Nummer 4) in Wien.
Als Schriftsteller hatte Schönthan 1885 mit der gemeinsam mit seinem Bruder Franz geschriebenen Komödie Der Raub der Sabinerinnen seinen größten, bis heute wirkenden Erfolg erlebt.
Im Jahr 1961 wurde in Wien-Donaustadt (22. Bezirk) den Schönthanplatz nach ihm und seinem Bruder Franz von Schönthan benannt.

## Werke
- Franz von Schönthan, —: Kleine Humoresken. Erzählungen. (4 Bände). 1882–87
- Franz von Schönthan, —: Der Raub der Sabinerinnen. Lustspiel. 1884 – Volltext online
- Der Maskenball und andere heitere Geschichten. 1885
- Otto Bütow, Franz von Schönthan, —: Wie ein Schwank entsteht! oder Der Raub der Sabinerinnen. 1885
- Franz von Schönthan, —: Frau Director Striese. Schwank in vier Acten. 1886
- Kindermund. Aussprüche und Scenen aus dem Kinderleben. 1886
- Zimmer Nr. 18. Schwank in einem Akt. 1886 – archive.org
- Der Kuss. Gereimtes und Ungereimtes. 1887
- In Sturm und Not. Lustspiel in einem Aufzug. 1888
- Welt- und Kleinstadt-Geschichten. 1889
- Hans Olden, —: Die Geigenfee. Lustspiel in drei Akten. 1890
- Neue Geschichten. Ernstes und Heiteres. 1890
- „O dieser Meier“ und andere wunderliche Leute. 1890
- Die Tragödie des Weihnachtsmärchens. 1890
- Aus der grossen und kleinen Welt. Novellen. 1891
- Die Königin der Luft und andere Erzählungen. 1891
- Franz von Schönthan, —: Das gelobte Land. Schwank in vier Akten. 1892
- Ringstrassenzauber. Bilder aus dem Wiener Leben. 1894
- Schlechte Rasse. Novelle. 1894
- Stille Liebe. 1894
- Geberden der Liebe. Zwei Novellen. 1895
- —, Leo Stein, Adolf Müller junior (Musik): Lady Charlatan. Operette in 3 Acten. 1895
- —, Carl Zopf (Ill.): Prinzessin Turandot. 1895
- Gelegenheitskauf. Lustspiel in einem Akt. 1896
- Jahreszeiten der Feder. Allerlei. 1896
- Stickluft. Roman aus der Großstadt. 1896
- —, H. Albrecht (Ill.): Die zwei Grazien und andere Geschichten. 1896
- Edi und Fredi. Episoden aus dem Leben zweier Musterknaben. 1897
- —, Carl Zopf (Ill.): Enfant terrible. 1897
- Wiener Luft. Stimmungen und Geschichten. 1897
- Aus der lachenden Radlerwelt. 1899
- Benimm dich anständig und andere anständige Sachen. (2. Aufl.) . 1899
- — (Hrsg.): Die elegante Welt. Handbuch der vornehmen Lebensart im gesellschaftlichen und schriftlichen Verkehr. Mit zahlreichen Briefmustern, Lexikon des guten Tones, Denksprüchen, Toastentwürfen und Fremdwörterbuch. (7. Aufl.). 1899
- Humoresken und Skizzen. 1899
- Ernst bei Seite. Humoristisches und Ironisches. 1900
- —, Leo Stein, Georg Verö (Musik): Der Löwenjäger. Operette in 3 Acten (nach einer fremden Grundidee). 1900
- Frau Lot. Roman. 1900
- —, Leo Stein, Ferdinand Baumgarten (Musik): Gräfin Kuni. Operette in drei Acten. 1900
- Das junge Paar. Ein Leitfaden der Ehe von —. 1900
- Kinder von heute. Humoristisches aus dem modernen Kinderleben. 1901
- Der Klavierlehrer. Lustspiel in einem Akt. 1902
- „Pariser Modell“. Roman. 1902